# Fabrizio Boschi

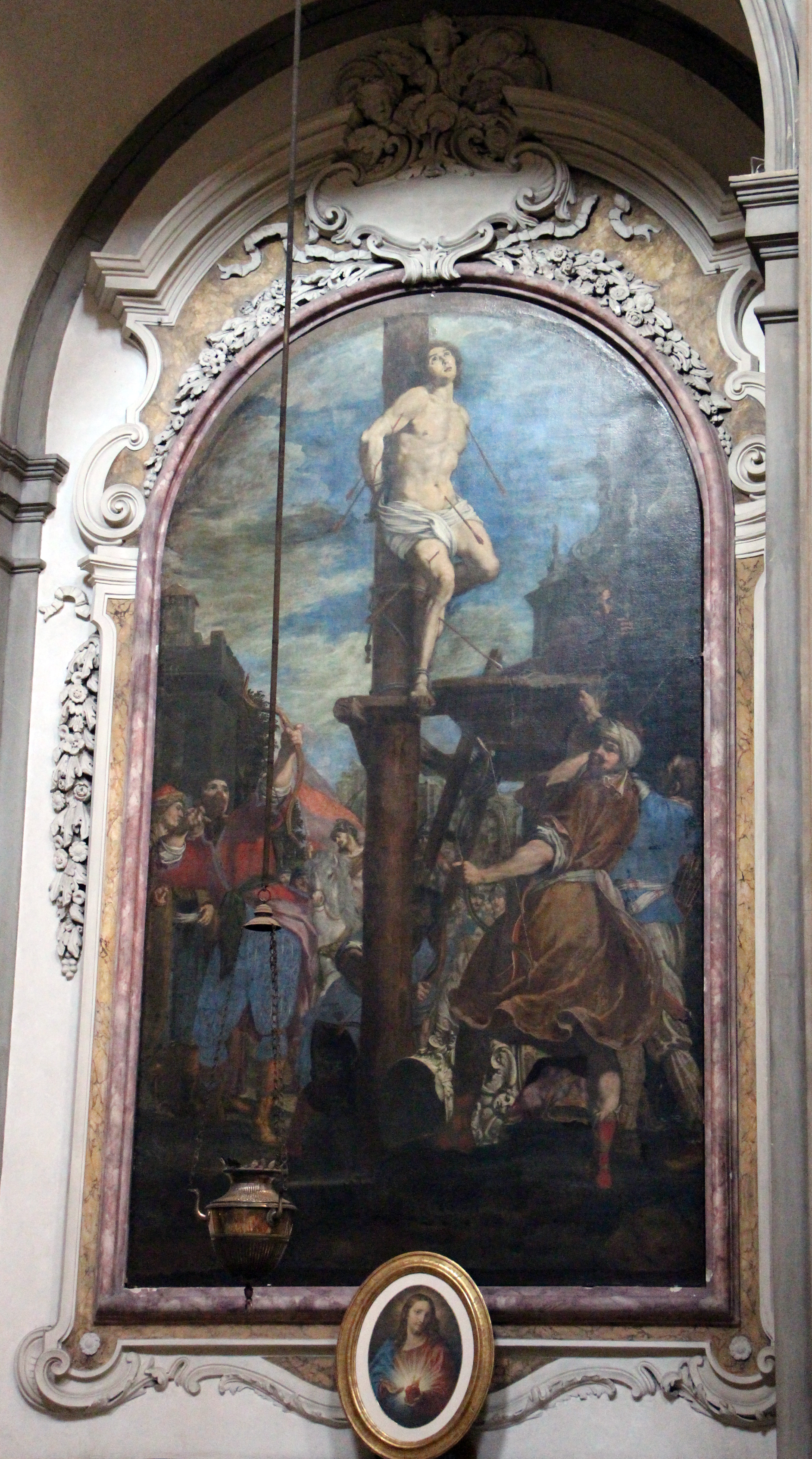
Martirio di san Sebastiano, 1617, Santa Felicita, Firenze

Fabrizio Boschi (Firenze, 1572 – Firenze, 1642) è stato un pittore italiano, più precisamente fiorentino, appartenente allo stile Barocco.

## Biografia
Era nipote per via paterna dei pittori Francesco ed Alfonso Boschi, i quali erano imparentati per via materna con Matteo Rosselli, caposcuola fiorentino dell'epoca e maestro di tutta la generazione dei "cugini". Tra i vari artisti dell'epoca le sue opere si distinguono per la ricchezza della resa pittorica e per l'eccezionale capacità di disegnatore. Filippo Baldinucci definì la sua arte di "belle idee" espresse con "nobiltà di maniera" e ne lodò la capacità di collocare numerose figure nelle pale.
Col suo maestro Passignano lavorò agli addobbi nel Duomo di Firenze per le nozze di Cosimo II de' Medici con Maria Maddalena d'Austria.
Eseguì alcune delle decorazioni pitture celebrative di Michelangelo nella Casa Buonarroti e fu tra i pittori della facciata del palazzo dell'Antella in piazza Santa Croce. Altrte opere sono il tabernacolo al canto del Bargello, quello tra via del Parione e via della Vigna Nuova, e dipinti per varie chiese fiorentine tra cui Santa Lucia dei Magnoli, Sant'Agata, San Marco (dove eseguì anche due lunette nel chiostro di Sant'Antonino), Santa Trinita, San Lorenzo, San Giovannino dei Cavalieri, San Pier Maggiore e la Certosa del Galluzzo. Al 1619 risale l'Ultima cena nel refettorio dell'ospedale Bonifacio in via San Gallo, e poco dopo lavorò nel Casino Mediceo di San Marco. Un suo dipinto venne anche richiesto per il palazzo del Lussemburgo a Parigi, per la corte di Maria de' Medici. Sue opere si trovano anche a Pistoia e Castiglion d'Orcia.
Furono suoi allievi Simone Pignoni, Jacopo Chiavistelli, Giovanni Rosi e altri.
Dal luglio a novembre 2006 il museo di Casa Buonarroti a Firenze gli ha dedicato una mostra monografica che si proponeva di riscoprire e divulgare l'opera di questo autore.